# وادسون مانور
وادسون مانور هو منزل كبير في الريف الإنجليزي يقع في قرية وادسون بباكينجهامشير في إنجلترا. ويقع هذا المنزل في فال أيلزبري على بُعد 6,6 أميال (10,6 كم) غرب أيلزبري. وتم تصميم هذا المنزل على نظام النهضة الحديث على طراز قصر ريفي فرنسي وذلك ما بين 1874 و1889 وكان للبارون فرديناند دي روتشيلد منذ 1839 وحتى 1898، باعتباره مسكنه الخاص في نهاية الأسبوع وذلك من أجل الاستمتاع ومكان لمجموعته.

## مصادر

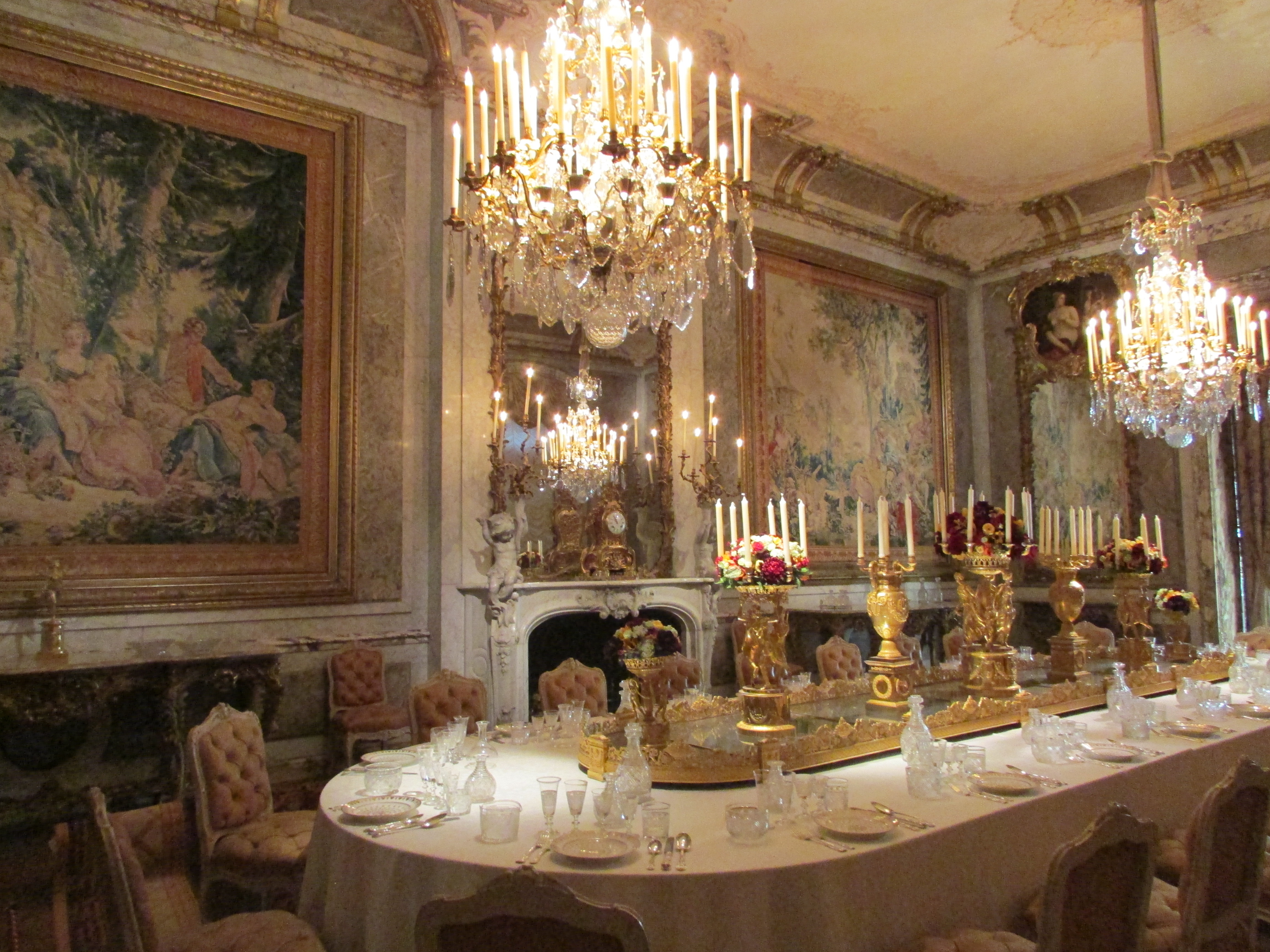
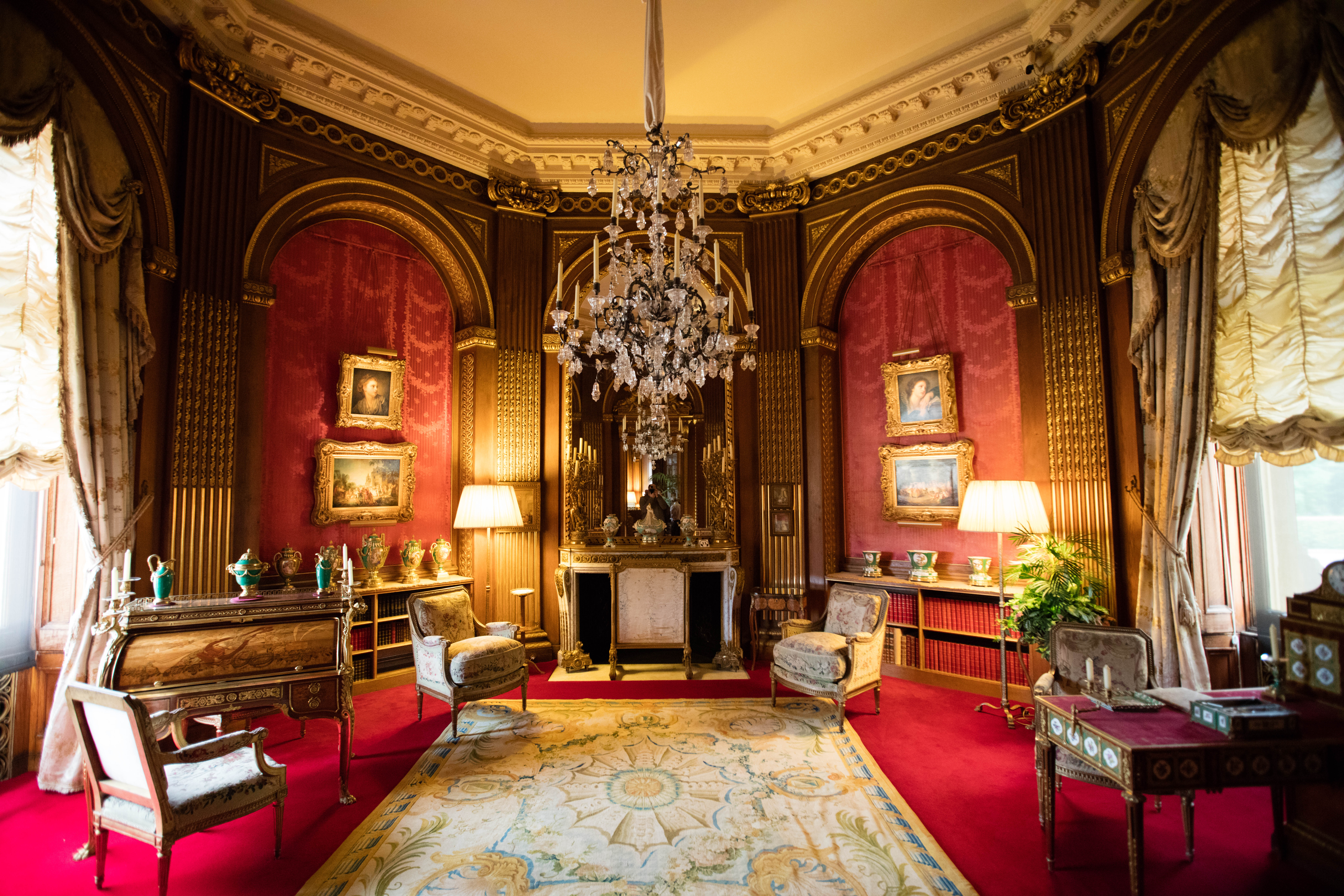
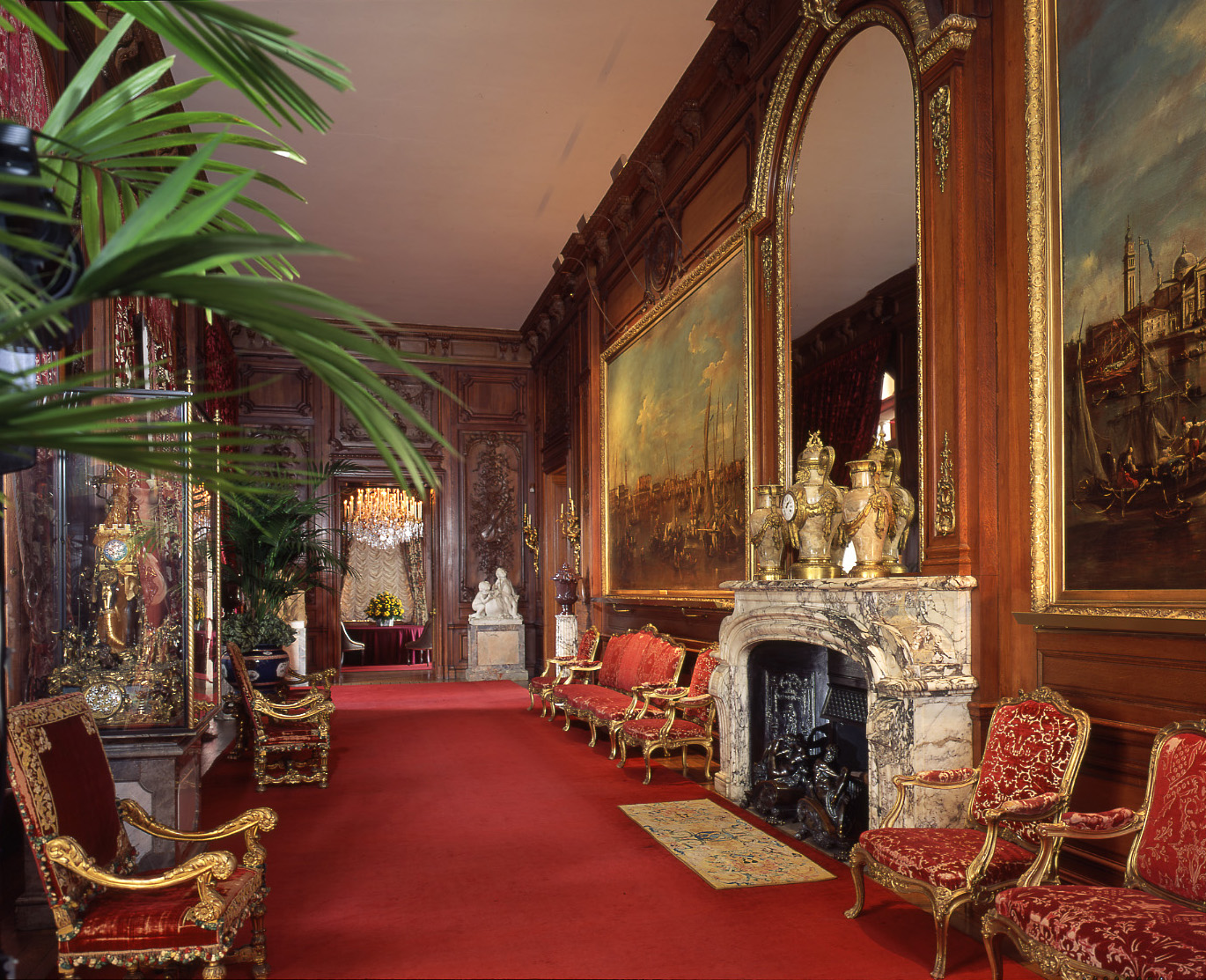